# Site archéologique de Loma del Tío Ginés
Loma del Tío Ginés (la colline de l'Oncle Ginès, en français) est un site archéologique de la culture d'El Argar situé dans la commune de Puerto Lumbreras, dans la région de Murcie, en Espagne,. Le site est daté de l'Âge du bronze ancien, d'environ 1970 à 1700 av. J.-C.

## Situation
Loma del Tío Ginés est situé dans la région de La Cañada, dans un relief vallonné en bordure du bourg de Puerto Lumbreras et des contreforts orientaux de la Peña Blanca.

## Historique
Le site a été découvert par hasard en 1980 lors de travaux de construction d'un entrepôt. Les premières fouilles ont livré une tombe, dont les restes ont été déposés au Musée archéologique de Murcie, et trois dalles disposées verticalement qui fermaient trois branches d'un canal d'irrigation ou d'alimentation en eau. Ce dernier semble similaire à celui trouvé à El Rincón de Almendricos, un autre village de la plaine argarique.
En 1994, une campagne de fouilles préventive a été réalisée sur le site de construction de l'autoroute de la Méditerranée, qui a affecté une partie du site archéologique. Seules deux anciennes habitations ont été fouillées, l'une entièrement démantelée et une autre dont le plan complet pouvait être reconnu, alors que le village devait comprendre au minimum six habitations.

## Habitat
Le village serait constitué de maisons dispersées, sans structure de protection collective.
Une maison semi-enterrée, longue de 11 m et large de 2 m, comportait une fondation en maçonnerie et des murs en pisé. Aucun trou de poteau n'a été trouvé pour soutenir le toit de la maison, mais le site a été affecté par les travaux agricoles. À l'intérieur, seul le sol de la maison a pu être défini, d'une épaisseur de deux ou trois centimètres. On y a trouvé une zone comportant des restes de combustion, une partie du trousseau domestique, composé principalement de céramiques (bols, abat-jours et jarres), une petite industrie lithique (quelques éclats lamellaires et pointes foliacées non retouchées), une éventuelle meule, ainsi que des graines carbonisées qui pourraient être celles de graminées ou de légumineuses. 

## Sépultures
Deux tombes ont été fouillées, l'une comportant deux urnes funéraires et l'autre constituée d'une fosse recouverte par un tumulus, celle-ci étant un type de sépulture peu courant dans la culture argarique. Cette dernière tombe est de forme ovoïde, d'une profondeur maximale de 55 cm et était recouverte d'une structure tumulaire de pierres imbriquées dans un sédiment de marne argileuse. L'absence de mobilier funéraire et de restes humains à l'intérieur est à noter. Il pourrait s'agir d'un cénotaphe (un monument funéraire dans lequel le cadavre de la personne à laquelle il était dédié n'a pas été déposé), ou d'une structure culturelle ou sociale.
La deuxième tombe contenait deux urnes funéraires, en position horizontale, avec les ouvertures ajustées et scellées avec de la boue argileuse. Ni les restes osseux, ni le mobilier funéraire n'ont été trouvés. Elle a donc également été interprétée comme un cénotaphe. L'absence de restes fauniques dans le village est aussi à noter. Il est possible que les caractéristiques chimiques de la terre aient contribué à la destruction des restes osseux.